# Eumenes samurayi
Eumenes samurayi är en stekelart som beskrevs av Schulthess 1908. Eumenes samurayi ingår i släktet krukmakargetingar, och familjen Eumenidae. Utöver nominatformen finns också underarten E. s. rufescens.